# 驕れる白人と闘うための日本近代史
『驕れる白人と闘うための日本近代史』（おごれるはくじんとたたかうためのにほんきんだいし、ISBN 4-16-366980-9）は、松原久子がドイツで1989年発表した書籍、独原題『Raumschiff Japan. Realität und Provokation』を、田中敏によって日本語に翻訳されたものである。原題を日本語に直訳すると『宇宙船日本 真実と挑発』となる。
著作の中で、それまで欧米諸国を中心に統一的に語られてきた「世界史」を批判、「欧米人の文明からの恩恵が、その他の民族の後進性を救った」とする欧米の驕った世界観や歴史観に対して、日本近代史という視点によって切り込んでいる。刊行当時はドイツで大きな物議を醸し、また同時に日本人への叱咤激励にもなった。

## 参照
1. ↑  「BOOK」データベースの書評。[出典無効]